# فرناندو مينيغازو
فيرناندو مينيغازو (بالبرتغالية Fernando Menegazzo) ولد في (3 مايو 1981 في أنيتا غاريبالدي) لاعب كرة قدم برازيلي، لعب في الدوري السعودي لصالح نادي الشباب السعودي لمدة ثلاثة مواسم، ومنتخب البرازيل في مركز الوسط المدافع.

## المسيرة الرياضية
بدأ فيرناندو مسيرته الرياضية في نادي يوفينتود البرازيلي سنة 1999 وتمت إعارته إلى نادي غريميو طوال سنة 2002. في صيف سنة 2003 انتقل إلى نادي سيينا الإيطالي ثم انتقل بعقد إعارة للنصف الثاني من موسم 2004/2005 إلى نادي كاتانيا.
ثم انتقل إلى نادي بوردو بعقد إعارة لمدة موسم واحد 2005/2006 وبعد أن أثبت جدارته بمساهمته في احتلال النادي المركز الثاني في بطولة دوري الدرجة الأولى وبالتالي التأهل المباشر إلى بطولة دوري أبطال أوروبا فإن مسئولي النادي قرروا تحويل عقد الإعارة إلى عقد دائم. على الرغم من رحيل العديد من نجوم النادي في صيف 2007 أمثال جوليان فوبيرت، ستيفان دالما، ريو أنطونيو مافوبا، وفلاديمير سميتشر إلا أن فيرناندو قرر تجديد العقد الذي يربطه بالنادي لمدة أربع سنوات.
على المستوى الدولي شارك فيرناندو مع منتخب البرازيل وساهم في الفوز ببطولة كوبا أمريكا 2007 التي أقيمت في فنزويلا حيث شارك بديلا في مباراتي الدور النصف النهائي والمباراة النهائية أمام منتخبي الأوروغواي والأرجنتين.

## الألقاب
نادي بوردو:
- الدوري الفرنسي الدرجة الأولى: 2008/2009
- كأس الدوري الفرنسي: 2006/2007 – 2008/2009
- كأس الأبطال الفرنسي: 2008/2009

نادي الشباب:
- دوري المحترفين السعودي 2011–12
- كأس خادم الحرمين الشريفين 2014
- كأس السوبر السعودي 2014

منتخب البرازيل
- كوبا أمريكا: 2007

## وصلات خارجية
- فرناندو مينيغازو على موقع الاتحاد الدولي (مؤرشف)  (الإنجليزية)
- فرناندو مينيغازو على موقع الاتحاد الأوربي (الإنجليزية)
- فرناندو مينيغازو على موقع رابطة كرة القدم الفرنسية للمحترفين (الإنجليزية)
- فرناندو مينيغازو على موقع قاعدة بيانات كرة القدم.إي يو (الإنجليزية)
- فرناندو مينيغازو على موقع ليكيب (الفرنسية)
- فرناندو مينيغازو على موقع ناشيونال فوتبول تيمز (الإنجليزية)
- فرناندو مينيغازو على موقع Soccerway.com (الإنجليزية)
- فرناندو مينيغازو على موقع عالم كرة القدم.نت (الإنجليزية)
- فرناندو مينيغازو على موقع كووورة
- فرناندو مينيغازو على موقع AS.com (الإسبانية)
- الشباب يرمِّم دفاعاته بالتعاقد مع فرناندو مينيغازو
- فرناندو مينيغازو
- الشباب السعودي يتعاقد مع البرازيلي فيرناندو مينيغازو